# Dodona elvira
Dodona elvira är en fjärilsart som beskrevs av Otto Staudinger 1896. Dodona elvira ingår i släktet Dodona och familjen Riodinidae. Inga underarter finns listade i Catalogue of Life.